# Augusto Eduardo Neuparth
Augusto Eduardo Neuparth OA • GOA • GCA • MPBS • OSE • ComNSC • MPCE (Lisboa, 11 de Outubro de 1859 — Lisboa, São Sebastião da Pedreira, na sua casa da Rua Rodrigo da Fonseca, N.º 10 - 4.º andar, 24 de Agosto de 1925) foi um almirante, engenheiro hidrógrafo, político e maçon português.

## Biografia
Filho do músico Augusto Neuparth e de sua mulher Virgínia Júlia de Oliveira Basto e neto paterno do também músico Eduardo Neuparth e de sua mulher Margarida Boehmler.
Oficial da Marinha da Armada Portuguesa, assentou Praça na Companhia dos Guardas-Marinhas em 1879, terminando o curso dois anos depois, em 1881. Após os cursos da Escola Politécnica de Lisboa, da Escola do Exército e da Escola Naval, obteve o diploma de especialização de Engenheiro Hidrógrafo.
Depois de numerosas viagens, como componente da Guarnição das canhoeiras Rio Lima, Guiné, Tejo e Tavira, das corvetas Bartolomeu Dias, Duque da Terceira e Rainha de Portugal, do couraçado Vasco da Gama dos transportes Índia e África e da fragata D. Fernando, estagiou  nas colónias portuguesas de África, em Cabo Verde, Guiné, Angola e Moçambique, e da Ásia, dedicando-se a trabalhos geodésicos, topográficos e hidrográficos. Especializou-se, também, em assuntos de pesca marítima.
Tomou parte nos ataques e bombardeamentos de Cadica, na Guiné, e de Catalha, no Rio Zaire. Quando Hermenegildo Augusto de Brito Capelo realizou a expedição ao interior de Boma, no Zaire, na intenção de fazer um Tratado de Paz e comércio com os Régulos da região, Augusto Eduardo Neuparth serviu-lhe de Secretário. Tomou parte na expedição às ilhas de Djeta, na Guiné, para libertar dois Franceses que o Régulo Adju Pumol retinha prisioneiros, e obrigá-lo a prestar vassalagem a Portugal, e na expedição do Rio Nuno, para libertação dum Português, preso pelo Régulo Yurá, na Tabanca de Lottabali.
Dos numerosos trabalhos geodésicos, topográficos e hidrográficos que executou ou em que tomou parte, citam-se: a determinação das coordenadas geográficas do Farol do Cabo da Roca, trabalhos hidrográficos em Paço de Arcos para servirem de base ao projecto duma doca, a sondagem da barra de Lisboa, desde Belém até Cascais, o estabelecimento do Farol de Sagres, por ocasião do Centenário Henriquino, em 1894, o projecto de balizagem de Aldeia Galega, e o projecto de balizagem e reconhecimento hidrográfico do Rio Tejo, desde os Olivais até ao Canal da Azambuja. No ultramar, fez o reconhecimento hidrográfico da Costa Sul da Guiné Portuguesa e dos Rios Grande, Rabi, Cubai e Cumbidjá, o reconhecimento hidrográfico da Enseada de Cabinda, a triangulação completa e parte do levantamento e sondagem da Baía de Luanda, o estudo completo da Baía do Lobito, a triangulação da Costa Sul do Maputo, o traçado dum paralelo para a delimitação da Fronteira Sul de Lourenço Marques, a delimitação completa do Sul do Maputo, o reconhecimento do Rio Maputo desde a sua confluência com o Rio Pongulo até Maxaéne, a triangulação do Porto de Lourenço Marques, parte do seu levantamento topográfico e toda a sua sondagem, e o traçado do caminho-de-ferro de Cabinda ao Chiloango.
Prestou serviços no Observatório Astronómico de Lisboa, no Observatório Meteorológico do Infante D. Luís, na Direcção dos Trabalhos Geodésicos, Topográficos, Hidrográficos e Geológicos do Reino, e na Secção de Faróis do Ministério da Marinha e Ultramar, onde patenteou a sua alta competência.
Foi iniciado na Maçonaria em data desconhecida de 1900, na Loja Cruzeiro do Sul, de Lourenço Marques, em Moçambique, afecta ao Grande Oriente Lusitano, desconhecendo-se o seu nome simbólico.
Republicano sem filiação partidária, teve importante actividade política durante a Primeira República Portuguesa, e desempenhou as funções de Ministro da Marinha e Colónias, cuja pasta sobraçou de 9 de Fevereiro a 12 de Dezembro de 1914 no Ministério presidido por Bernardino Machado.
Desempenhou cargos navais nos Açores e na Índia Portuguesa. Durante a Primeira Guerra Mundial, de 1914 a 1918, chefiou a Base Naval dos Açores e comandou o agora cruzador Vasco da Gama.
Fundou e dirigiu a revista "A Pesca Marítima" que muito contribuiu para o aperfeiçoamento de todos os géneros de pesca.
Era condecorado com o grau de Oficial da Ordem Militar de Avis e da Ordem Militar de Sant'Iago da Espada de Portugal, a Cruz de 2.ª Classe da Ordem da Coroa da Prússia, e com a Medalha de Prata de Bons Serviços e a Medalha de Prata de Comportamento Exemplar. Por Decreto de 12 de Agosto de 1909, teve a Medalha de Ouro de Serviços Distintos no Ultramar. Como Eduardo Augusto Neuparth, Capitão-Tenente da Armada, Chefe da Missão Portuguesa na Delimitação da Fronteira Luso-Alemã (em África), foi feito Comendador da Ordem de Nossa Senhora da Conceição de Vila Viçosa a 9 de Julho de 1910 (Diário do Governo, N.º 152, 11 de Julho de 1908, rectificado no Diário do Governo, N.º 209, 17 de Setembro de 1908). Promovido a Contra-Almirante em data desconhecida de 1917, a 11 de Março de 1919 foi feito Grande-Oficial da Ordem Militar de Avis e, dois anos depois, ascendia ao posto de Vice-Almirante, posto que atingiu a 23 de Maio de 1919, tendo sido elevado a Grã-Cruz da Ordem Militar de Avis a 19 de Outubro de 1920. Teve várias Portarias de Louvor por serviços prestados no reino e no ultramar.
Opôs-se à Ditadura de Sidónio Pais, o que lhe valeu ser preso.
Quando faleceu, desempenhava as funções do cargo de Director-Geral da Marinha e das Obras Públicas, etc.

## Casamento e descendência
Casou com Zeferina da Silva Heitor (c. 1865 - Porto, 27 de Novembro de 1935), filha de Bernardino Augusto da Silva Heitor (c. 1835 - c. 1900), Médico Cirurgião e Delegado do Conselho de Saúde Pública do Reino de Portugal, e de sua mulher Emília Carlota Pais (c. 1840 - c. 1910). Tiveram um único filho:
- Luís Heitor Neuparth (c. 28 de Agosto de 1892 - c. 1957), Engenheiro e Comerciante, residente no Porto, solteiro e sem geração[11]